# ديمة كريم (الريف الغربي)
ديمة كريم (بالفارسية: دیمه کریم) هي منطقة سكنية تقع في إيران في قسم الريف الغربي الريفي. يقدر عدد سكانها بـ 41 نسمة .